# Gephyromantis runewsweeki
Gephyromantis runewsweeki – gatunek płaza bezogonowego z rodziny mantellowatych (Mantellidae). Zamieszkuje skrajnie niewielki obszar w górach Madagaskaru i jest narażony na wyginięcie.

## Występowanie
Bezogonowy ten występuje jedynie w madagaskarskim Parku Narodowym Ranomafana, na południowym wschodzie kraju. Wobec tego zwierzę to jest gatunkiem endemicznym. Jego typowa lokalizacja to Mount Maharira, na wysokości około 1350 m n.p.m. Zasiedla ono szczyt, który charakteryzuje się dużymi, nagimi powierzchniami granitowych skał otoczonymi przez wrzosowiska, busz i płaty lasów deszczowych. Płaz bytuje w ściółce i wśród niskiej roślinności. Obszar zajmowany przez gatunek szacuje się na zaledwie 2 km².

## Rozmnażanie
Płazy te głośno nawołują swym rozpoznawalnym głosem. U tego gatunku prawdopodobnie zachodzi rozwój bezpośredni.

## Status
W Czerwonej księdze gatunków zagrożonych IUCN płaz ten od 2016 roku klasyfikowany jest jako gatunek narażony (VU, ang. Vulnerable); wcześniej, od 2008 roku uznawano go za gatunek zagrożony (EN, ang. Endangered).
Nie jest znana liczebność populacji ani jej trend.